# Еванстон (Илиноис)
Еванстон (енгл. Evanston) град је у америчкој савезној држави Илиноис. По попису становништва из 2020. у њему је живело 78.110 становника.

## Демографија
Према попису становништва из 2010. у граду је живело 74.486 становника, што је 247 (0,3%) становника више него 2000. године.
| Група             | 2000.          | 2010.          |
| Белци             | 46.444 (62,6%) | 45.551 (61,2%) |
| Афроамериканци    | 16.704 (22,5%) | 13.474 (18,1%) |
| Азијати           | 4.524 (6,1%)   | 6.416 (8,6%)   |
| Хиспаноамериканци | 4.539 (6,1%)   | 6.739 (9,0%)   |
| Укупно            | 74.239         | 74.486         |